# 小豆苗便利商店
小豆苗便利商店成立於1986年，為臺灣的連鎖便利商店。以當時日本開架式零食零售為範本，店內70%產品皆為日本進口。第一間店面位於淡水英專路上，全盛時期以丁年豆企業為母公司開放加盟，為國內最早成立加盟系統的企業，並於彰化芳苑鄉成立產銷一體的廠區，並前往漳州為進軍大陸做準備，並於1993年於中國大陸註冊商標，現已停業，目前小豆苗商標由舊時加盟系統業延用，與草創時期丁年豆企業已無相關。實際上部分現存門市仍舊存在，惟業主已與公司無業務關聯。

## 延伸閱讀
- . 聯合新聞網.   [2025-07-18] （中文（臺灣））.
- 蕭涵云. . NOWnews今日新聞. 2025-06-15  [2025-07-18] （中文（臺灣））.
- 潘毅. . NOWnews今日新聞. 2023-03-15  [2025-07-18] （中文（臺灣））.
- . 中天新聞網. 2024-09-19  [2025-07-18] –Yahoo News （中文（臺灣））.
- . www.setn.com. 2021-03-14  [2025-07-18] （中文（臺灣））.